# Nautiliropa omicron
Nautiliropa omicron är en snäckart som först beskrevs av Ludwig Pfeiffer 1851.  Nautiliropa omicron ingår i släktet Nautiliropa och familjen Charopidae. Inga underarter finns listade i Catalogue of Life.